# Bünn
Als Bünn oder Fischkasten  werden Behälter zur Aufbewahrung von lebenden Fischen bezeichnet.

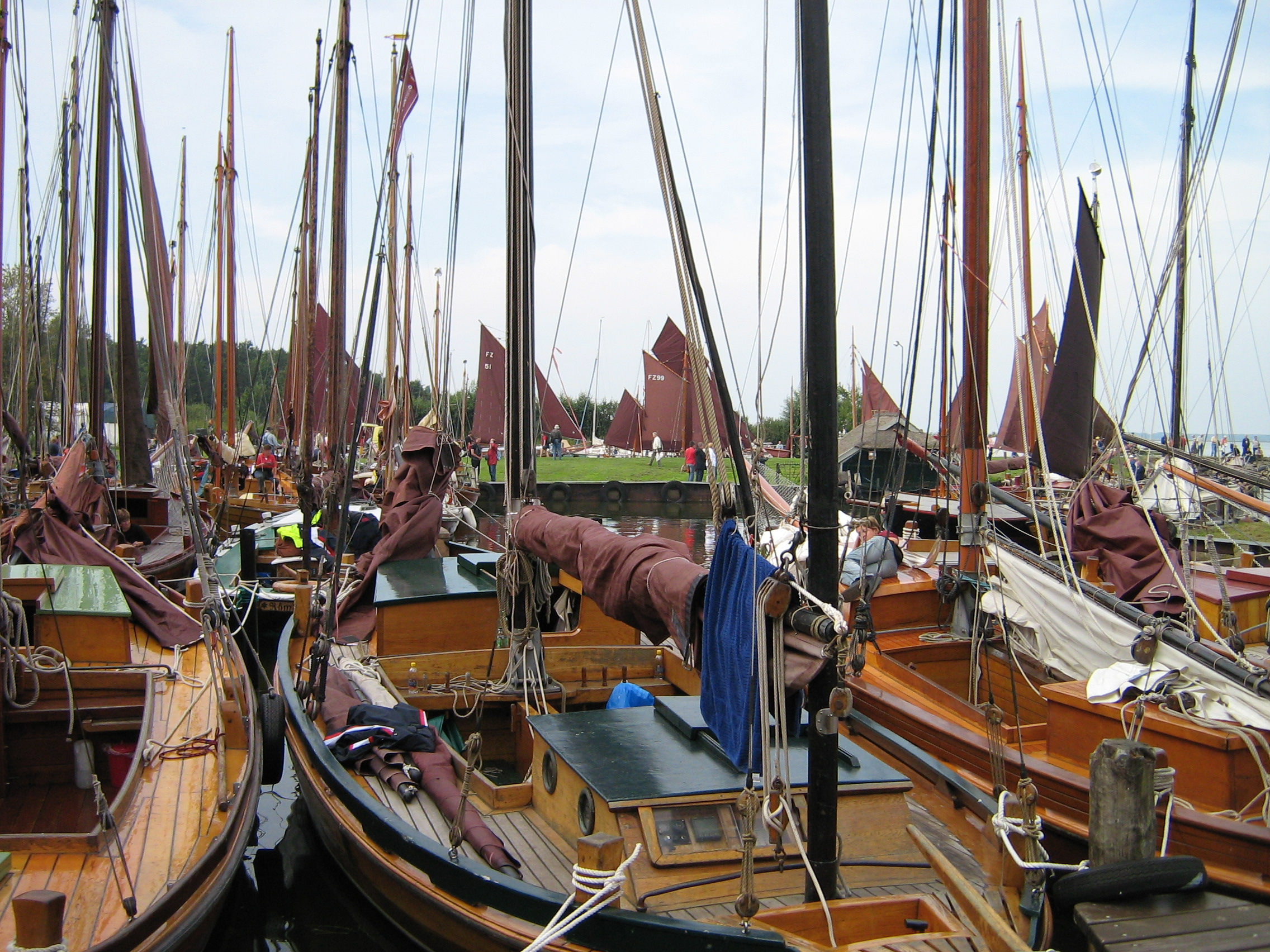
Zeesenboot mit Bünn

## Bünn im Bootsbau
Zu Wasser handelt es sich bei der Bünn um eine hölzerne Aussparung im Rumpf von historischen Fischereifahrzeugen wie dem Zeesenboot oder der Quatze. Sie wurden zur Hälterung des Fanges eingelassen und besitzen am Boden eine Frischwasserzufuhr.
Auch der innenliegende, unten offene Schacht eines als Schachtmotor eingebauten Außenbordmotors bei Booten mit Spitzgatt wird heute als Bünn bezeichnet.

## Bünn an Land
An Land werden Fischkästen aus Holz, Kunststoff oder Metall gefertigt. Sie sind seit dem Mittelalter bekannt und waren ursprünglich gemauert. Manchmal sorgen Löcher im Wandbereich für die Zufuhr von Frischwasser mit Sauerstoff, Deckel verhindern das Entkommen der Fische.
In München wurde 2012 ein Fischkasten in einem Brunnen aus dem 13. Jahrhundert gefunden. In Deutschland ist es der am südlichsten liegende Beleg für einen Fischkasten, die ansonsten eher aus den Küstengebieten bekannt sind. In geeigneter Weise am Wasser platziert, konnten Fische so einige Zeit lebend aufbewahrt werden.
Moderne Fischkästen werden überwiegend im kommerziellen Fischfang benutzt, finden sich aber auch im Zuchtbetrieb und an Anglerteichen. Die Funktion des Fischkastens übernimmt im Angelsport der Setzkescher.

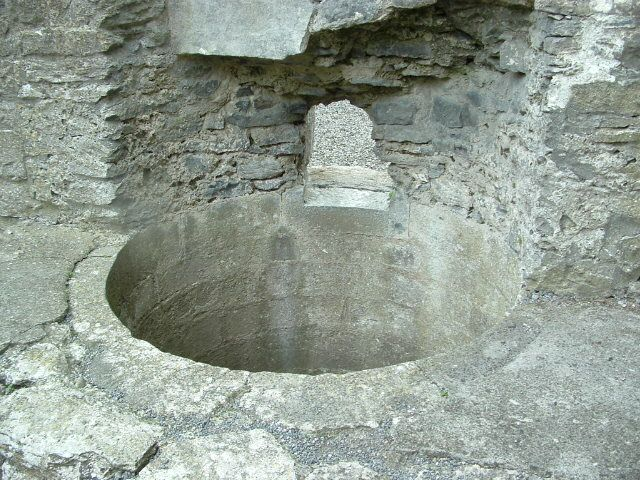
Gemauerter Fischkasten im Kloster Ross Errilly
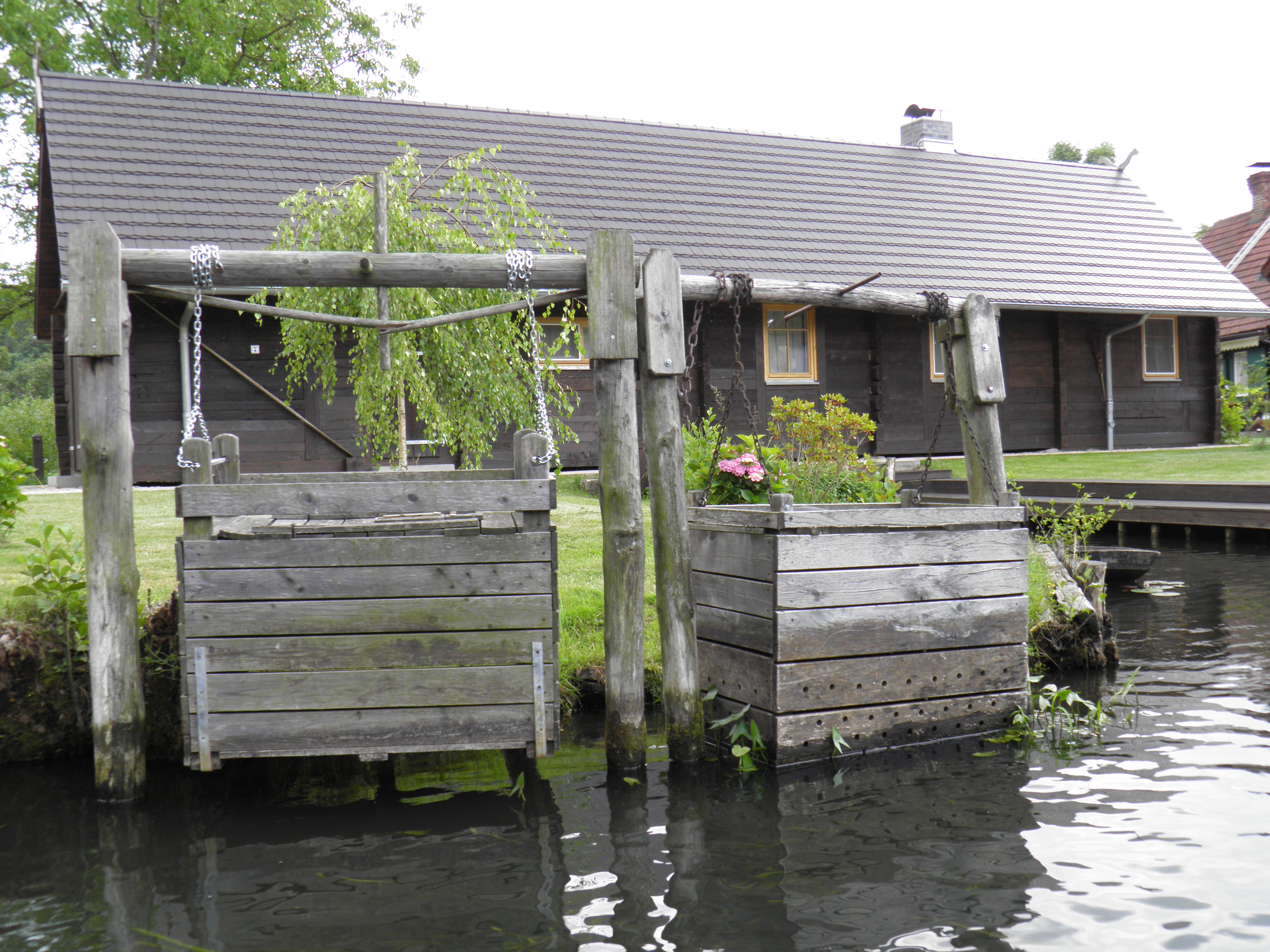
Fischkästen im Spreewald
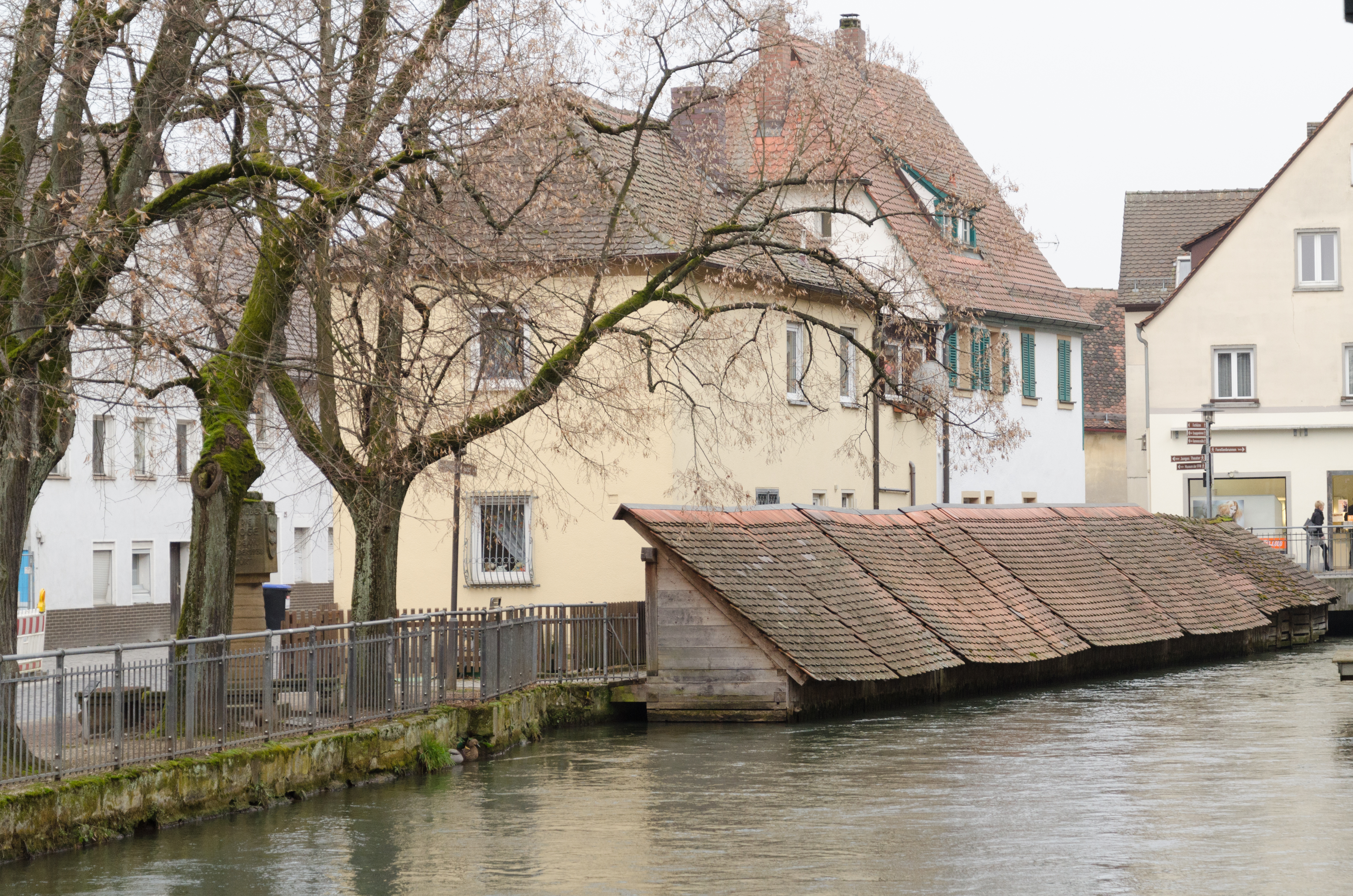
Fischkästen Forchheim, Wiesentstr.
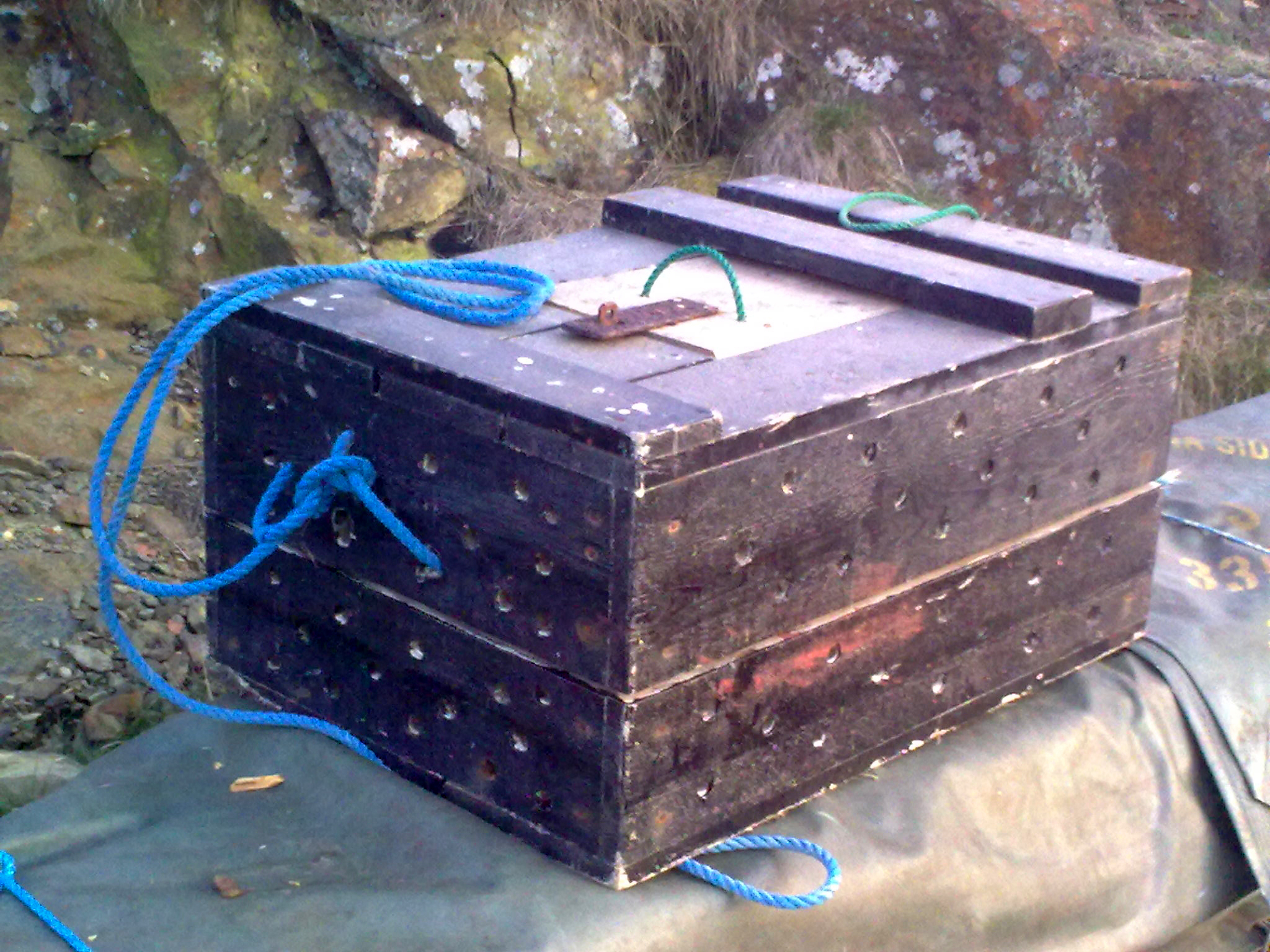
Fischkasten aus Holz in Westschweden